# Mette Pedersen
Mette Pedersen (30 de septiembre de 1973) es una deportista danesa que compitió en bádminton. Ganó una medalla de bronce en el Campeonato Europeo de Bádminton de 1998, en la prueba individual.

## Palmarés internacional
| Campeonato Europeo | Campeonato Europeo | Campeonato Europeo | Campeonato Europeo |
| Año                | Lugar              | Medalla            | Prueba             |
| ------------------ | ------------------ | ------------------ | ------------------ |
| 1998               | Sofía (Bulgaria)   | Medalla de bronce  | Individual         |